# 18 Wheels of Steel
18 Wheels of Steel (talvolta abbreviato in 18 WoS) è una serie di videogiochi per Windows basati sulla guida di camion, sviluppati dalla SCS Software e pubblicati a basso costo da ValuSoft tra il 2002 e il 2011.

## Videogiochi

### Hard Truck: 18 Wheels of Steel
Hard Truck: 18 Wheels of Steel è il primo gioco della serie sviluppato dalla SCS Software, che segna la fine della serie originale di Hard Truck e l'inizio della nuova 18 Wheels of Steel.

### 18 Wheels of Steel: Across America
18 Wheels of Steel: Across America è molto simile al precedente Hard Truck: 18 Wheels of Steel, con l'unico miglioramento della grafica e l'aggiunta di nuove merci, rimorchi e veicoli. Il giocatore può attraversare gli interi Stati Uniti, passando per oltre 20 città.
Questa versione si concentra principalmente sulla consegna delle merci. A differenza di Hard Truck: 18 Wheels of Steel, il timer di spegnimento è stato rimossa in questa versione. Il modello del traffico è stato migliorato, in tal modo da far sembrare aerei, treno ed elicotteri più verosimili.

### 18 Wheels of Steel: Pedal to the Metal
In questa terza versione, pubblicata nel 2004, il giocatore ha la possibilità di viaggiare attraverso gli Stati Uniti continentali, il nord del Messico e il sud del Canada, attraverso 30 città. Il timer di spegnimento è stato riportato in questa versione. 18 Wheels of Steel: Pedal to the Metal richiede la funzione di OpenGL.

### 18 Wheels of Steel: Convoy
In questa versione, il giocatore ha la possibilità di viaggiare attraverso gli Stati Uniti e il Canada meridionale, sebbene differisca da 18 Wheels of Steel: Pedal to the Metal per via delle città messicane assenti. È possibile viaggiare attraverso 30 città, scegliendo 35 impianti che forniscono 45 diversi tipi di carichi e 47 diversi tipi di rimorchi.

### 18 Wheels of Steel: Haulin'
Questa versione aggiunge più città e presenta una grafica più realistica, ma il Messico è stato rimosso, come in Convoy. Sono state inoltre aggiunte la possibilità di utilizzare colonne sonore personalizzate e di salvare le partite durante le consegne. Gli utenti possono scegliere tra 32 camion, oltre 45 tipi di carico e più di 47 rimorchi, inclusi i rimorchi doppi. Il gioco non richiede un computer potente per funzionare correttamente, poiché è compatibile con la maggior parte dei PC più datati. Tuttavia, il motore di gioco Prism3D potrebbe non funzionare con schede grafiche più vecchie, causando il crash all'avvio. I paesi presenti nel gioco includono Stati Uniti e Canada.

### 18 Wheels of Steel: American Long Haul
Questa versione del gioco è simile a Haulin' e ne mantiene lo stesso gameplay, ma introduce nuove aziende con nomi aggiornati, 2 nuovi camion e l'aggiunta di 3 città in Messico. Inoltre, le 9 città precedenti (Chihuahua, Guaymas, Monterrey, ecc.) provenienti da 18 Wheels of Steel: Pedal to the Metal sono state reintegrate, sebbene le loro mappe siano state leggermente aggiornate.

### 18 Wheels of Steel: Extreme Trucker
Extreme Trucker permette al giocatore di consegnare carichi in una delle tre aree principali del gioco: Via degli Yungas (nota anche come Strada della Morte), Tuktoyaktuk Winter Road e l'Outback australiano. Questo capitolo si differenzia notevolmente dai precedenti, poiché il concetto di gioco è stato completamente modificato. Il giocatore non può più esplorare liberamente la mappa, a meno che non decida di deviare dal percorso durante una consegna. Inoltre, può accettare un lavoro solo dal menu di selezione, a patto di aver soddisfatto determinati requisiti, come possedere più camion nuovi e aver completato diverse consegne. I camion e le auto presenti nel gioco sono modellati su marchi reali, ma gli utenti non possono possedere veicoli: sono semplicemente autisti alla ricerca di incarichi. Nonostante ciò, anche i computer di fascia medio-bassa possono eseguire il gioco senza problemi di FPS. Il gioco è stato accolto in modo generalmente negativo dalla critica. Le principali critiche si sono concentrate sul cambiamento del concetto della serie. Tuttavia, il titolo è stato ben ricevuto dai giocatori e alcune recensioni hanno elogiato la grafica e il gameplay.

### 18 Wheels of Steel: Extreme Trucker 2
Rilasciato nel 2011, Extreme Trucker 2 è il sequel di 18 Wheels of Steel: Extreme Trucker. Il gioco introduce due nuove località: Montana e Bangladesh, oltre ad alcuni nuovi tipi di carico.